# ماسيمو أورباني
ماسيمو أورباني (بالإيطالية: Massimo Urbani)‏ هو عازف ساكسفون إيطالي، ولد في 8 مايو 1957 في روما في إيطاليا، وتوفي بنفس المكان في 24 يونيو 1993.

## الحياة والمسيرة المهنية
وُلد أورباني في بريمافاللي، روما في 8 مايو 1957، وكان الأكبر بين خمسة إخوة. كان أول آلة موسيقية له هي الكلارينيت في عام 1968، لكنه سرعان ما تحول إلى ساكسفون ألتو.
توفي أورباني نتيجة جرعة زائدة من الهيروين في 23 يونيو 1993. علّق دليل البطريق للجاز بأن "وفاة أورباني العبثية حرمت أوروبا من عازف تُعتبر تسجيلاته دليلاً معيباً على عازف بوب يمتلك شجاعة كبيرة وقدرة فائقة".

## وصلات خارجية
- ماسيمو أورباني على موقع ميوزك برينز (الإنجليزية)
- ماسيمو أورباني على موقع أول ميوزيك (الإنجليزية)
- ماسيمو أورباني على موقع ديسكوغز (الإنجليزية)